# Винлок (Вашингтон)
Винлок (енгл. Winlock) град је у америчкој савезној држави Вашингтон. По попису становништва из 2010. у њему је живело 1.339 становника.

## Демографија
Према попису становништва из 2010. у граду је живело 1.339 становника, што је 173 (14,8%) становника више него 2000. године.
| Група             | 2000.         | 2010.         |
| Белци             | 1.014 (87,0%) | 1.085 (81,0%) |
| Афроамериканци    | 2 (0,2%)      | 9 (0,7%)      |
| Азијати           | 9 (0,8%)      | 8 (0,6%)      |
| Хиспаноамериканци | 100 (8,6%)    | 176 (13,1%)   |
| Укупно            | 1.166         | 1.339         |